# Biserica de lemn din Poiana Cobâlea

Fotografie veche

Biserica de lemn „Înălțarea Domnului” din Poiana Cobâlea a fost ridicată în sec al XVIII-lea, lăcașul nemaiexistând în prezent (a fost arsă și demolată în 1994)., 